# Selaginella portoricensis
Selaginella portoricensis là một loài dương xỉ trong họ Selaginellaceae. Loài này được A. Br. mô tả khoa học đầu tiên năm 1865.
Danh pháp khoa học của loài này chưa được làm sáng tỏ. 